# Partia Jedności Proletariatu

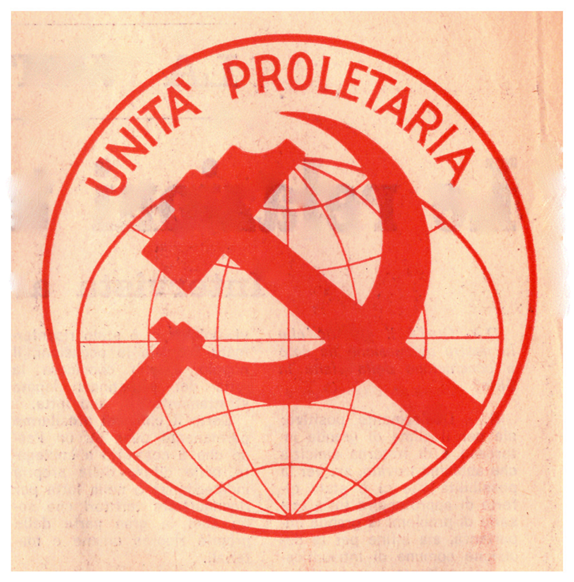
Logo partii

Partia Jedności Proletariatu (wł. Partito di Unità Proletaria, PdUP) – włoska partia polityczna założona w listopadzie 1972.

## Historia
Ugrupowanie w zostało założone w głównej mierze przez członków PSIUP (Partito Socialista Italiano di Unità Proletaria) którzy sprzeciwiali się dołączeniu tego ugrupowania do struktur Włoskiej Partii Komunistycznej.
W wyborach w 1976 partia wystartowała razem z ugrupowaniem Demokracja Proletariatu zdobywając 3 mandaty poselskie. W wyborach do Europarlamentu w 1979 ugrupowanie uzyskało 1,2 procenta głosów i 1 mandat eurodeputowanego. W 1984 partia została włączona do Partii Komunistycznej.